# ヴェルディガールズ
ヴェルディガールズは、Jリーグクラブチーム東京ヴェルディのイメージガールの名称。愛称はヴェルガ。マネージメント委託は株式会社ディーケーアミューズメント。
2001年、ヴェルポラガールズとして誕生し、翌2002年からヴェルディガールズと改名し現在に至る。2002年のみファーストステージとセカンドステージでメンバーを変えている。

## 概要
主な仕事は試合前のイベント告知、ヴェルディサポーターズクラブのヴェルディツアー、試合の応援などである。
イベントコンパニオン的活動が主だが、2003年は応援ソングを試合前に歌うパフォーマンスを行い。2004年、2005年は応援ソングやサポーターの応援に合わせダンスパフォーマンスを行うなど変化があったが、2006年はチアダンスチーム「Verdy Cheers」が結成されたのもあり再びイベントコンパニオン的活動に戻っている。

## メンバー
- 2011年度 阿部恵里加 片瀬梨絵
- 2007年度 木谷真美 渡井理恵 加藤しず華
- 2006年度 佐野絵里子 細谷真奈美 濱野亜沙子
- 2005年度 浅田あや 高橋麻実 田中亜紀子
- 2004年度 野口綾子 矢崎優輝子 戸澤愛
- 2003年度 児玉紗亜 篠崎あこ 松本夏澄
- 2002年度 ファーストステージ 岩田梨恵 田口那奈 夏来佳代
- 2002年度 セカンドステージ 岩田梨恵 杉浦陽子 田中真由美
- 2001年度 宮西乃愛 手塚千恵子 坂入寧音